# Poli (Italie)
Pour les articles homonymes, voir Poli.
Poli est une commune italienne de la ville métropolitaine de Rome Capitale, dans le  Latium.

## Géographie
La commune compte environ 2 000 habitants et culmine à 566 mètres. 

## Histoire

### Personnalités liées à la commune
- Agostino Vallini
- Giacinto Brandi
- Giannicolò Conti
- Innocent XIII, pape de 1721 à 1724, est né dans cette commune.
- Nilde Iotti, née en 1920 à Reggio d'Émilie et décédée en 1999 à Poli, ancienne présidente de la Camera dei deputati (Chambre des députés) et ancienne candidate à la présidentielle italienne de 1992.
- Agostino Vallini

## Administration
| Période                                  | Période  | Identité       | Étiquette | Qualité |
| ---------------------------------------- | -------- | -------------- | --------- | ------- |
| 14 juin 2004                             | En cours | Nando Cascioli |           |         |
| Les données manquantes sont à compléter. |          |                |           |         |

### Communes limitrophes
Capranica Prenestina, Casape, Castel San Pietro Romano, Romagnano al Monte, San Gregorio da Sassola.